# Premiul Adolf Grimme

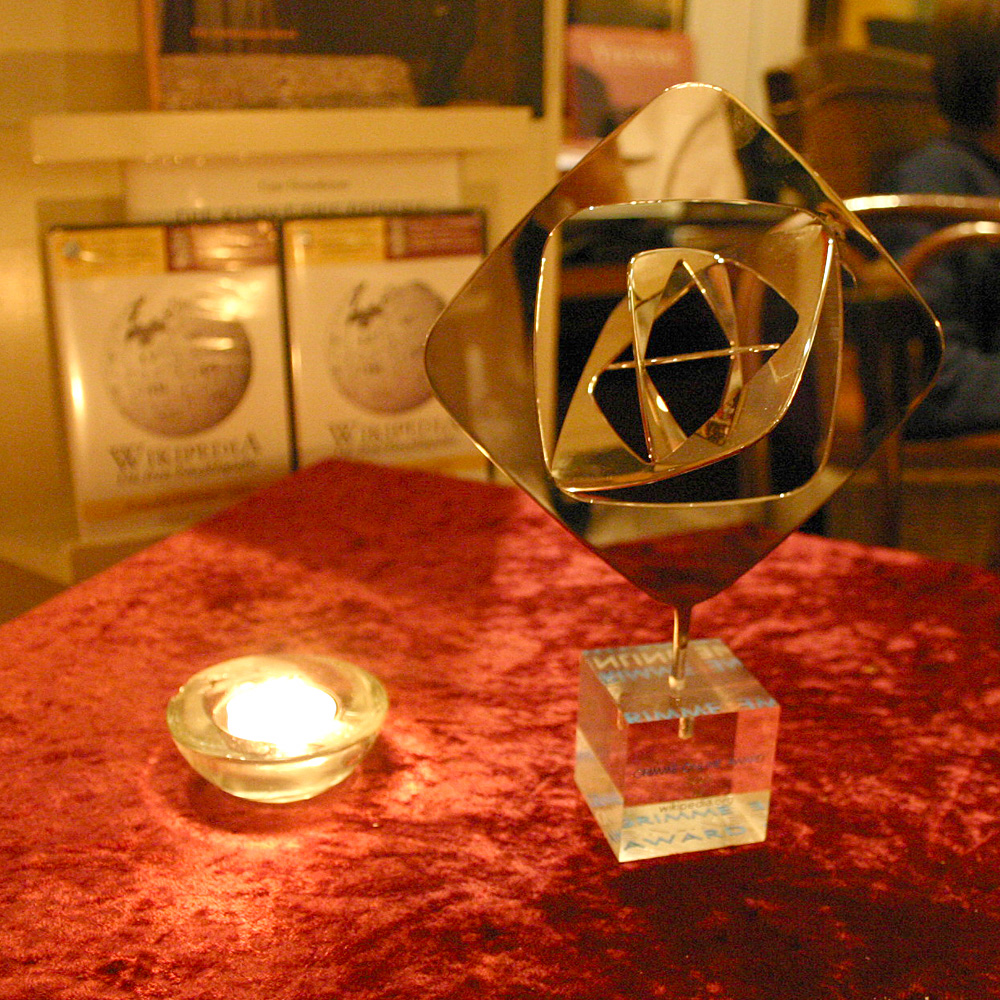
Premiul Adolf Grimme

Premiul Adolf Grimme (germ. "Adolf-Grimme-Preis") este un premiu media german. A fost inițial acordat între anii 1889–1963 de postul de radio NWDR. Din 1964 el se acordă anual de Institutul Adolf Grimme, actorilor, moderatorilor, regizorilor, scenariștilor de televiziune. 

## Premii acordate între anii 2000 - 2010

### 2000
Filme de ficțiune și distractive:
- Dunckel (ZDF)
  - Lars Kraume (secenariu/regie)
  - Andreas Doub (imagine)
  - Oliver Korittke (actor)
- Warten ist der Tod (ZDF/ARTE)
  - Hartmut Schoen (secenariu/regie)
  - Peter Döttling (imagine)
  - Ulrich Tukur (înlocuitor pentru actori)
- Ritas Welt (RTL)
  - Peter Freiberg, Michael Gantenberg, Thomas Koch (scenariu)
  - Gaby Köster (rol principal)
- Zimmer frei! (WDR)
  - Götz Alsmann, Christine Westermann (moderare)
  - Jörg Thadeusz (Reporter)
- Ich Chef, Du Turnschuh (ZDF)
  - Hussi Kutlucan (secenariu/regie)

Premiu acordat de public „Marler Gruppe“:
- Move On Up (ZDF)
  - Alex Ross (secenariu/regie)

Info și cultură:
- Kopfleuchten (ZDF)
  - Mischka Popp und Thomas Bergmann (secenariu/regie)
  - Jörg Jeshel (imagine)
  - Peter Przygodda (Schnitt)
- Der Fotograf (ARTE/MDR)
  - Dariusz Jablonski (secenariu/regie)
- Abnehmen in Essen (ARTE/WDR)
  - Claudia Richarz (Regie und Co-Autorin) und Carl-Ludwig Rettinger (Idee și Co-Autor)
- Pop 2000 (WDR/BR/HR/MDR/NDR/SFB/SR/RB)
  - Jörg A. Hoppe (înlocuitor pentru produție)
  - Rolf Bringmann (înlocuitor pentru echipa de redacție)
- Der Tunnel (SWR)
  - Marcus Attila Vetter (secenariu/regie)
- Schwedischer Tango (ZDF/ARTE/SVT/TVP)
  - Jerzy Sladkowski (secenariu/regie)
  - Gunnar Källström (imagine)

Premiu special:
- Allee der Kosmonauten (ZDF/ARTE)
  - Sasha Waltz (scenariu, Regie, Produktion)
- Präsentation der Fußball-Länderspiele (NDR)
  - Gerhard Delling și Günter Netzer
- Gernstl unterwegs (BR)
  - Franz Xaver Gernstl pentru secenariu/regie

premiu special des Ministeriums pentru Arbeit, Soziales und Stadtentwicklung, Cultură und Sport:
- Pop 2000 (WDR/BR/HR/MDR/NDR/SFB/SR/RB)
  - Christian Bettges, Frank Jastfelder, Stefan Kloos, Tom Theunissen (Autoren) und Simone Adelsbach (Koordination)

### 2001
- Categoria „Filme de ficțiune și distractive“:
  - Grimme Preis cu aur: Die Polizistin (WDR): Laila Stieler (scenariu), Andreas Dresen (Regie), Gabriela Maria Schmeide și Axel Prahl (Hauptactor)
  - Einer geht noch (BR/SWR/ARTE): Christian Jeltsch (scenariu), Vivian Naefe (Regie) und Stephanie Gossger (rol principal)
  - Das Phantom (ProSieben): Dennis Gansel (Regie), Jürgen Vogel (Hauptactor)
  - Wege in die Nacht (ZDF): Andreas Kleinert (Regie), Jürgen Jürges (imagine), Hilmar Thate și Cornelia Schmaus (Hauptactor)
  - Kurz und schmerzlos (ZDF): Fatih Akın (secenariu/regie), Mehmet Kurtuluș, Aleksandar Jovanovic și Adam Bousdoukos (actor)
  - Paul Is Dead (ZDF): Hendrik Handloegten (secenariu/regie)
- Categoria „Info și cultură“:
  - Grimme Preis Grimme cu aur: Ein Premiu specialist (WDR): Eyal Sivan (Regie)
  - Grimme Preis cu aur:: Politische Morde: Mord im Kolonialstil (WDR): Thomas Giefer (secenariu/regie)
  - Wo das Geld wächst! (SWR): Marcus Vetter (secenariu/regie)
  - Kamikaze – Todesbefehl pentru Japans Jugend (NDR): Klaus Scherer (secenariu/regie)
  - Das rote Quadrat (HR): Georg M. Hafner (Idee, concepereion)
- Categoria „Premiu special“:
  - Grimme Preis cu aur: Hans W. Geißendörfer, inițiatorul serialului „Lindenstraße“ (WDR)
  - Colin Luke, Adam Alexander, T. Celal pentru die Reihe „Mein Gott, Europa!“ (LaSept/Arte)
  - Christiane Hörbiger pentru ihre herausragenden Schauspielleistungen
- Premiu acordat de public „Marler Gruppe“:
  - Das Phantom mit Jürgen Vogel și Nadeshda Brennicke

### 2002
Categoria „Premiu special“:
- Peter Kloeppel și Volker Weicker
- Harald Schmidt
- Romuald Karmakar și Manfred Zapatka pentru Das Himmler-Projekt (WDR / 3sat)

Categoria „Filme de ficțiune și distractive“:
- Grimme Preis cu aur: Die Manns – Ein Jahrhundertroman (WDR/NDR/BR/ARTE/ORF/SRG/SF DRS)
  - Heinrich Breloer (secenariu/regie), Horst Königstein (scenariu), Gernot Roll (imagine)
  - Armin Mueller-Stahl, Monica Bleibtreu, Jürgen Hentsch, Veronica Ferres, Sebastian Koch, Sebastian Koch (Darstellung)
- Grimme Preis cu aur: Ende der Saison (BR/SWR)
  - Daniel Nocke (scenariu), Stefan Krohmer (Regie), Hannelore Elsner (Darstellung), Anneke Kim Sarnau (Darstellung)
- Tatort: Im freien Fall (BR)
  - Alexander Adolph (scenariu), Jobst Oetzmann (Regie), Silvia Koller (readactare), Miroslav Nemec (Darstellung), Udo Wachtveitl (Darstellung)
- Romeo (ZDF)
  - Ruth Toma (scenariu), Hermine Huntgeburth (Regie), Martina Gedeck, Sylvester Groth, Katrin Bühring (Darstellung)
- Wambo (SAT.1)
  - Jo Baier (secenariu/regie), Jürgen Tarrach (Darstellung)
- Der Tanz mit dem Teufel (SAT.1)
  - Peter Keglevic (Regie), Sebastian Koch, Tobias Moretti, Christoph Waltz (Darstellung)

Categoria „Info și cultură“:
- Grimme Preis cu aur: Es war einmal Tschetschenien (ARTE France)
  - Nino Kirtadzé (secenariu/regie)
- Die Todespiloten (NDR)
  - Kuno Haberbusch (înlocuitor pentru das Realisationsteam)
- Roter Stern über Deutschland (ORB)
  - Christian Klemke (secenariu/regie), Jan N. Lorenzen (scenariu)
- Otzenrather Sprung (ZDF/3sat)
  - Jens Schanze (secenariu/regie), Börres Weiffenbach (imagine)
- Der Tag, der in der Handtasche verschwand (WDR) (auch Premiu acordat de public „Marler Gruppe“)
  - Marion Kainz (secenariu/regie/imagine)

premiu special des Ministeriums pentru Städtebau und Wohnen, Cultură und Sport al landului NRW:
- Broadway Bruchsal (SWR)
  - Dominik Wessely, Marcus Attila Vetter (secenariu/regie)

Premiu special des Deutschen Volkshochschul-Verbandes:
- Günther Jauch (für „Verdienste um die Entwicklung des Mediums Fernsehen“)

### 2003
- Categoria „Info și cultură“:
  - Absolut Warhola von Stanisław Mucha (ZDF/3sat/HR/WDR)
  - Schwarzwaldhaus 1902 (SWR/ARD)
  - Der Glanz von Berlin (ZDF)
  - Kubrick, Nixon und der Mann im Mond (ARTE)
  - die story: Gipfelstürmer (WDR/ARD)
- premiu special des Ministeriums pentru Städtebau und Wohnen, Cultură und Sport al landului NRW:
  - War Photographer – James Nachtwey (ARTE)
- Categoria „Filme de ficțiune și distractive“:
  - Die Hoffnung stirbt zuletzt (NDR/ARD)
  - Blind Date: Taxi nach Schweinau (ZDF)
  - Unter Verdacht – Verdecktes Spiel (ZDF/ARTE)
  - Die Freunde der Freunde (WDR/ARD)
  - Toter Mann (ZDF/ARTE)
  - Berlin, Berlin (RB/NDR/ARD)
- Der Premiu acordat de public „Marler Gruppe“:
  - Mein Vater (WDR/ARD)
- Categoria „Premiu special“:
  - Christiane Ruff pentru Nikola, Ritas Welt und „Ohne Worte“
  - Martin scenariuholz pentru „Der Mörder meiner Mutter“ (arte/SWR) und „Gott segne unseren Überfall!“ (SWR)
  - Marcel Reif
- Premiu special des Deutschen Volkshochschul-Verbandes:
  - Ranga Yogeshwar

### 2004
Premii acordate la 3 aprilie 2004 în Marl.
- Categoria „Info și cultură“:
  - Schleyer. Eine deutsche Geschichte (ARD/NDR/WDR)
  - Die Bühnenrepublik: Theater in der DDR (ZDF/3sat)
  - Reporter vermisst (SWR/ARTE)
  - Die Helfer und die Frauen (ZDF/3sat)
  - Call me Babylon (ZDF)
- „Cultură“ – premiu special al landului NRW:
  - Der Unzugehörige: Peter Weiss – Leben in Gegensätzen (RBB/SWR/DRS/ARTE)
- Premiu acordat de public „Marler Gruppe“:
  - Schleyer. Eine deutsche Geschichte (ARD/NDR/WDR)
- Categoria „Filme de ficțiune și distractive“:
  - Familienkreise (ARD/BR)
  - Zuckerbrot (ARD/BR/SWR)
  - Das Wunder von Lengede (SAT.1)
  - Dienstreise – Was pentru eine Nacht (SAT.1)
  - Leben wäre schön (ARD/BR)
  - WIB-Schaukel: Wigald Boning trifft Jürgen Drews auf Mallorca (ZDF)
- Categoria „Premiu special“:
  - Tommy Krappweis pentru Idee und Realisation von Bernd das Brot (KI.KA)
  - Gert Monheim
  - Charlotte Roche pentru die moderare und Präsentation der Sendung Fast Forward (VIVA)
- Premiu special des Deutschen Volkshochschul-Verbandes:
  - Dieter Hildebrandt pentru sein Lebenswerk
  - Werner Reuß (BR-alpha) pentru den Aufbau vorbildlichen Bildungsfernsehens

### 2005
Premiu acortdat la 18. martie 2005 in Marl
- Categoria „Info și cultură“:
  - hart aber fair (WDR)
  - Die Rapoports – Unsere drei Leben (documentarul des ZDF și ARTE über das Leben von Ingeborg și Samuel Mitja Rapoport)
  - Hitlers Hitparade (ZDF/ARTE)
  - Damals in der DDR (ARD/MDR/WDR)
  - Abdullah Ibrahim (ZDF/ARTE)
- „Cultură“ – premiu special al landului NRW
  - Neruda (ARD/SWR/ARTE)
- Categoria „Filme de ficțiune și distractive“
  - Wolfsburg (ZDF/ARTE)
  - Dittsche (WDR)
  - Franz Xaver Bogner înlocuitor pentru das gesamte Produktionsteam von München 7 (BR)
  - Tatort – Herzversagen (ARD/HR)
  - kiss and run (ZDF)
  - Grüße aus Kaschmir (ARD/BR)
- Premiu acordat de public „Marler Gruppe“
  - Zeit der Wünsche (ARD/WDR/BR)
- Categoria „Premiu special“
  - Gert Scobel (für Culturăzeit, „delta“ auf 3sat)
  - Beate Langmaack, Henry Hübchen, Uwe Steimle („für die Gestaltung und Weiterentwicklung des Polizeiruf 110“ (ARD/NDR))
  - Stefan Raab („für die Entdeckung und Förderung von Musiktalenten durch SSDSGPS – Ein Lied pentru Istanbul“ (ProSieben))
- Premiu special des Deutschen Volkshochschul-Verbandes:
  - Klaus Doldinger

### 2006
Premiu acortdat la 31. martie 2006 in Marl
Categoria „Filme de ficțiune și distractive“
- Adolf-Grimme-Preis cu aur:
  - Hierankl (BR/ARTE/SWR)
    - Hans Steinbichler (secenariu/regie) und Bella Halben (imagine)
    - Johanna Wokalek, Barbara Sukowa, Josef Bierbichler și Peter Simonischek (Darstellung)

  - Marias letzte Reise (BR)
    - Ariela Bogenberger (scenariu) und Rainer Kaufmann (Regie)
    - Monica Bleibtreu (înlocuitor pentru actori)

  - Polizeiruf 110 – Der scharlachrote Engel (BR)
    - Günter Schütter (scenariu), Dominik Graf (Regie)
    - Michaela May, Edgar Selge și Nina Kunzendorf (Darstellung)
- Adolf-Grimme-Preis:
  - Stromberg (ProSieben)
    - Ralf Husmann, Moritz Netenjakob, Lars Albaum, Dietmar Jacobs und Ron Markus (scenariu)
    - Christoph Maria Herbst (Darstellung)

  - Die Nachrichten (ZDF)
    - Alexander Osang (scenariu), Matti Geschonneck (Regie)

  - Polizeiruf 110 – Kleine Frau (rbb)
    - Stefan Rogall (scenariu), Andreas Kleinert (Regie) und Thomas Plenert (imagine)
    - Imogen Kogge și Johanna Gastdorf (Darstellung)

Categoria „Info și cultură“
- Adolf-Grimme-Preis:
  - Abenteuer Glück (ARD/WDR) – Annette Dittert (secenariu/regie)
  - Weltmarktführer – Die Geschichte des Tan Siekmann (ZDF) – Klaus Stern (secenariu/regie)
  - die story: Why We Fight – Die guten Kriege der USA (ARTE/WDR/BBC) – Eugene Jarecki (secenariu/regie)
  - Abschiebung im Morgengrauen (NDR) – Michael Richter (secenariu/regie)
  - Die Frauen von Ravensbrück (MDR/rbb/SWR) – Loretta Walz (secenariu/regie)

Categoria „Premiu special“
- Adolf-Grimme-Preis:
  - Culturămagazin Karambolage (ARTE) – Claire Doutriaux (Idee, Gestaltung und Realisation)
  - „FC Barcelona – Das Jahr der Entscheidung“ (ZDF/ARTE/BBC/TVC/NTS) – Justin Webster și Daniel Hernández
  - Durch die Nacht mit … (ZDF/ARTE) – Edda Baumann-von Broen, Cordula Kablitz-Post, Martin Pieper și Hasko Baumann
- premiu special „Cultură“ al landului NRW
  - Artem Demenok pentru „Welthauptstadt Germania“ (ARTE/rbb/SWR)
- Premiu acordat de public „Marler Gruppe“
  - Annette Dittert pentru „Abenteuer Glück“ (ARD/WDR)
- Mercedes-Benz-bursă
  - Alejandro Cardenas-A. pentru „Alias Alejandro“ (ZDF)
- Premiu special des Deutschen Volkshochschul-Verbandes:
  - Elke Heidenreich

### 2007
Acordat tinerelor speranțe provenite din Turcia
Ficțiune
- Meine verrückte türkische Hochzeit
  - Daniel Speck (scenariu)
  - Stefan Holtz (Regie)
  - Florian David Fitz, Mandala Tayde (înlocuitor pentru actori)
- Wut
  - Max Eipp (scenariu)
  - Züli Aladağ (Regie)
  - Wolf-Dietrich Brücker (readactare)
  - Oktay Özdemir și August Zirner (înlocuitor pentru actori)
- Unter dem Eis
  - Aelrun Goette (Regie)
  - Jens Harant (imagine)
  - Bibiana Beglau (actor)
- Arnies Welt
  - Isabel Kleefeld (secenariu/regie)
  - Caroline Peters, Jörg Schüttauf și Matthias Brandt (actor)
- Polizeiruf 110: Er sollte tot
  - Rolf Basedow (scenariu)
  - Dominik Graf (Regie)
  - Edgar Selge și Rosalie Thomass (actor)

Film distractiv
- Türkisch pentru Anfänger
  - Bora Dağtekin (Headwriter)
  - Edzard Onneken și Oliver Schmitz (Regie)
  - Josefine Preuß (înlocuitor pentru actori)
- Extreme Activity
  - Ool Osenbrügge (Formatentwicklung)
  - Kurt Pongratz și Catharina Niens-Klees (Regie)
  - Jürgen von der Lippe (Präsentation)

Info și cultură
- Deutsche Lebensläufe: Fritz Lang
  - Artem Demenok (secenariu/regie)
  - Andreas Christoph Schmidt (Produktion)
- Stellmichein!
  - Katrin Rothe (secenariu/regie)
- Weiße Raben – Alptraum Tschetschenien
  - Johann Feindt și Tamara Trampe (secenariu/regie)
- Deutschland. Ein Sommermärchen
  - Sönke Wortmann (secenariu/regie/imagine)
- Aufdeckung des Skandals ‚Bezahlter Lobbyismus in Bundesministerien‘ über die Tätigkeit externer Mitarbeiter in deutschen Bundesministerien in Monitor-Beiträgen (19. Oktober und 21. Dezember 2006) (ARD/WDR)
  - Ralph Hötte, Kim Otto și Markus Schmidt (înlocuitor pentru das Autorenteam)

Premiu special
- Hape Kerkeling

Premii speciale
- premiu special Cultură al landului NRW
  - Ben Lewis pentru scenariu și regie der Reihe Art Safari
- Premiu acordat de public Marler Gruppe
  - Jo Baier pentru scenariu și regie des Fernsehfilms Nicht alle waren Mörder
  - Nadja Uhl și Aaron Altaras, Hauptactor in Nicht alle waren Mörder
- Mercedes-Benz bursă
  - Thomas Durchschlag pentru scenariu și regie des Fernsehfilms Allein

### 2008
Ficțiune
- Eine andere Liga (ZDF/ARTE)
  - Buket Alakuș (secenariu/regie)
  - Jan Berger (scenariu)
  - Karoline Herfurth, Ken Duken, Thierry van Werveke (actor)
- Eine Stadt wird erpresst (ZDF/ARTE)
  - Dominik Graf (secenariu/regie)
  - Rolf Basedow (scenariu)
  - Alex Fischerkoesen (imagine)
  - Uwe Kockisch (rol principal)
- Guten Morgen, Herr Grothe (ARD/WDR)
  - Beate Langmaack (scenariu)
  - Lars Kraume (Regie)
  - Sebastian Blomberg și Ludwig Trepte (actor)
  - Nessie Nesslauer (Casting)
- KDD – Kriminaldauerdienst (ZDF)
  - Orkun Ertener (scenariu)
  - Kathrin Breininger (Produktion)
  - Manfred Zapatka (înlocuitor pentru actori)
- An die Grenze (ZDF/ARTE)
  - Stefan Kolditz (scenariu)
  - Urs Egger (Regie)
  - Christian Granderath (Produktion)
  - Jacob Matschenz și Bernadette Heerwagen (actor)

Film distractiv
- Dr. Psycho (ProSieben)
  - Ralf Husmann (Headwriter)
  - Ralf Huettner și Richard Huber (Regie)
  - Christian Ulmen (înlocuitor pentru actori)
- Fröhliche Weihnachten (Sat.1)
  - Anke Engelke și Bastian Pastewka (rol principal)

Info și cultură
- Unser täglich Brot (ZDF/3sat/ORF)
  - Nikolaus Geyrhalter (secenariu/regie/imagine)
  - Wolfgang Widerhofer (scenariu/dramaturgie)
- Das kurze Leben des José Antonio Gutierrez (ZDF/ARTE)
  - Heidi Specogna (secenariu/regie)
- Monks – The Transatlantic Feedback (ZDF/3sat/HR)
  - Dietmar Post și Lucía Palacios (secenariu/regie)
- Die Sammlung Prinzhorn – Wahnsinnige Schönheit. (Nach dem Arzt Hans Prinzhorn) (SWR/ZDFdokukanal)
  - Christian Beetz (secenariu/regie)
- Luise – eine deutsche Muslima (NDR/WDR/ARTE)
  - Beatrix Schwehm (secenariu/regie)

Premiu special
- Iris Berben

Premii speciale
- premiu special Cultură al landului NRW
  - Sandra Schießl pentru die Regie des Trickfilms Tomte Tummetott und der Fuchs (ZDF)
- Premiu acordat de public Marler Gruppe
  - Christian Beetz pentru scenariu și regie pentru documentarul Die Sammlung Prinzhorn – Wahnsinnige Schönheit (SWR/ZDFdokukanal)
- Mercedes-Benz bursă
  - Clemens Schönborn pentru scenariu și regie des Films Der Letzte macht das Licht aus (ZDF)

### 2009
Ficțiune
- Debut im Ersten: Das wahre Leben (ARD/SWR/BR/SF)
- Die zweite Frau (ARTE/WDR)

- Ihr könnt euch niemals sicher sein (ARD/WDR)
- Teufelsbraten (ARD/WDR/NDR/ARTE)
- Wholetrain (ZDF)

Film distractiv
- Doctor’s Diary (RTL/ORF)
- Extra 3: Johannes Schlüter (NDR)

Info și cultură
- Der große Ausverkauf (WDR/ARTE/BR)
- Losers and Winners (WDR/ARTE)
- Leben und Sterben pentru Kabul (ARD/NDR/WDR)
- Sonbol – Rallye durch den Gottesstaat (SWR)

Premiu special
- Marietta Slomka și Claus Kleber pentru moderare la știri Heute-Journal (ZDF)

Premii speciale
Premiu acordat de public Marler Gruppe
- Tatort: Auf der Sonnenseite (ARD/NDR)

premiu special al landului NRW 2009
- Brinkmanns Zorn (WDR)

Premiu special
- Inge Classen și Katya Mader (readactare und concepere der serie de filme documentare „Mädchengeschichten“) (ZDF/3sat)

### 2010
Ficțiune
- Kommissar Süden und der Luftgitarrist (ZDF)
- Frau Böhm sagt Nein (ARD/WDR)
- Ein halbes Leben (ZDF)
- Mörder auf Amrum (ZDF)
- Die Wölfe (ZDF)

Film distractiv
- Inas Nacht (ARD/NDR)
- “heute-show“ (ZDF)

Info și cultură
- Eisenfresser (BR/ARTE/rbb)
- Henners Traum (ZDF) – Klaus Stern (secenariu/regie)
- Tiananmen (ARD/WDR/ARTE/NDR)
- Galileo Premiu special – "Karawane der Hoffnung" - Karsten Scheuren und Bernhard Albrecht, (ProSieben)
- Tabubruch (DSF) – Aljoscha Pause

Premiu special
- Alexander Kluge

Premii speciale
premiu special al landului NRW 2009
- Willi wills wissen – Wie macht der Künstler Kunst? (BR)

Premiu acordat de public Marler Gruppe
- 360°-Geo Reportage – Die Bambusbahn von Kambodscha (ARTE)

Eberhard-Fechner-bursă der VG Bild-Kunst
- film documentarerin Astrid Schult pentru Der innere Krieg (ZDF, film TV scurt)

## Alți premiați
| - Hans Abich (1978) - Mario Adorf (1994) - Ernst Arendt (1990) - Gabriel Barylli (1999) - Ben Becker (1993, 1995) - Jurek Becker (1987, 1988) - Martin Benrath (1999) - Thomas Bernhard (1972) - Frank Beyer (1991) - Alfred Biolek (1983) - Suzanne von Borsody (1981) - Friedhelm Brebeck (199?) - Heinrich Breloer (1981, 1983, 1984, 1988, 1992, 1994, 2002) - Roman Brodmann (1967) - Vicco von Bülow (1968, 1973) - Axel Corti (1985, 1987, 1995) - Renan Demirkan (1990) - Ute Diehl (1992) - Helmut Dietl (1987, 1988) - Hoimar von Ditfurth (1968, 1974) - Olli Dittrich (1995, 2003, 2005) - Elfie Donnelly (1979) - Tankred Dorst (1970) - Ruth Drexel (1989) - Klaus Emmerich (1984, 1990) - Anke Engelke (1999, 2003) - Wolfgang Ettlich (1995) - Rainer Erler (1970, 1974) - Rainer Werner Fassbinder (1974) - Herbert Feuerstein (1994) - Helmut Fischer (1990) - Florian Fitz (1991) - Veronika Fitz (1990) - Jürgen Flimm (1991) - Bruno Ganz (1999) - Martina Gedeck (1998, 2002) - Götz George (1989, 1996) - Franz Xaver Gernstl (1992, 2000) - Wolfgang Glück (1975) | - Hans-Dieter Grabe (1970, 1985, 1994) - Herbert Grönemeyer (1988) - Jörg Gudzuhn (1998) - Heinz Haber (1965, 1967) - Peter Hamm (1978) - Corinna Harfouch (1997) - Wendelin Haverkamp (1994) - Elke Heidenreich (1985) - Gert Heidenreich (1986) - Dieter Hildebrandt (1976, 1983, 1986, 2004) - Hans Hirschmüller (1990) - Werner Höfer (1967, 1982) - Jörg Hube (1992, 1993) - Walter Jens (1984) - Luc Jochimsen (1971) - Helmut Käutner (1968) - Mauricio Kagel (1970, 1971) - Oliver Kalkofe (1996) - Hape Kerkeling (1991) - Heinar Kipphardt (1965) - Friedrich Knilli (1971) - Marianne Koch (1976) - Nicolette Krebitz (1994, 1995) - Peter Krieg (1981, 1983) - Manfred Krug (1987, 1988) - Hans-Joachim Kulenkampff (1985) - Stefan Kurt (1997, 1999) - Klaus Lemke (1979) - Michael Lentz (1983,1986) - Jürgen von der Lippe (1994, 2007) - Klaus Löwitsch (1998) - Peter Lustig (1980,1982) - Karl-Dieter Möller (1998) - Tobias Moretti (1999, 2002) - Christine Neubauer (1992, 1999) - Jennifer Nitsch (1995) - Leonie Ossowski (1973, 1980) - Heinrich Pachl (1986) - Peter Patzak (1985) | - Dieter Pfaff (1996) - Jo Pestum - Sissi Perlinger (1997) - Michael Pfleghar (1975) - Wolfgang Petersen (1978) - Ulrich Plenzdorf (1995) - Jindřich Polák (1981, 1993) - Gerhard Polt (1981, 1983) - Klaus Pönitz (1993) - Ponkie (1991) - Willy Purucker (1992) - Will Quadflieg (1994) - Leonhard Reinirkens (1967) - Gernot Roll (1982, 1985, 1993, 2000) - Lea Rosh (1983, 1985) - Jürgen Rühle (1980) - Udo Samel (1987) - Otto Sander (1995) - Hans-Christian Schmid (1998) - Werner Schmidbauer (1984) - Harald Schmidt (1992, 1997, 2002) - Rolf Schübel (1970, 1972, 1986, 1990) - Walter Sedlmayr (1973) - Hubert Seipel (2009) - Walter Sittler (1998) - Oliver Stritzel (1996) - Katharina Thalbach (1997) - Lars von Trier (1996) - Thomas Valentin (1981) - Dana Vávrová (1983) - Connie Walther (1999) - Bernhard Wicki (1988) - Lida Winiewicz (1976) - Adolf Winkelmann (1997) - Rainer Wolffhardt (1968, 1992) - Peter Zadek (1970, 1972) - Helmut Zenker (1985) - Dieter Zimmer (1988) - Eduard Zimmermann (1967) |